# 茹科夫 (卡盧加州)
茹科夫（羅馬化：Zhúkov）是俄罗斯卡卢加州的一个镇，距离州府卡卢加约90公里，人口12,306人（2002年）。
茹科夫成立于17世纪早期，1974年更名为茹科沃，以纪念格奥尔基·朱可夫元帅，1997年建镇并更名为茹科夫。